# Kevin Brooks
Kevin Brooks (* 30. März 1959 in Pinhoe bei Exeter in der Grafschaft Devon, England) ist ein britischer Schriftsteller.

## Leben und Werk
Kevin Brooks studierte in Birmingham und London (B. A. in Kulturwissenschaften, Universität Aston, 1983). Sein Geld verdiente er lange mit Gelegenheitsjobs, unter anderem als Tankwart, als Verkäufer im Londoner Zoo und als Gehilfe in einem Krematorium. Er spielte Gitarre in einer Punkrockband und schrieb eigene Songs.
Seit dem überwältigenden Erfolg seines Debütromans Martyn Pig lebt er als freier Schriftsteller in Manningtree im County Essex. Sein Roman iBoy wurde verfilmt. Zurzeit lebt er in Yorkshire, England.

## Bibliografie
Kinder- und Jugendbuch
- 2002: Martyn Pig (dt. Martyn Pig. Roman. Aus dem Englischen von Uwe-Michael Gutzschhahn, dtv, München 2004, ISBN 978-3-423-70866-1)
- 2003: Lucas (dt. Lucas. Roman. Aus dem Englischen von Uwe-Michael Gutzschhahn, dtv, München 2005, ISBN 978-3-423-70913-2)
- 2004: Kissing the Rain (dt. Kissing the Rain. Roman. Aus dem Englischen von Uwe-Michael Gutzschhahn, dtv, München 2007, ISBN 978-3-423-71211-8)
- 2004: Bloodline (dt. Finn Black - der falsche Deal. Aus dem Englischen von Uwe-Michael Gutzschhahn, dtv, München 2017, ISBN 978-3-423-71729-8)
- 2005: Candy (dt. Candy. Roman. Aus dem Englischen von Uwe-Michael Gutzschhahn, dtv, München 2006, ISBN 978-3-423-71189-0)
- 2005: I see You, Baby (With Cathy Forde; dt. I see you Baby.... Aus dem Englischen von Uwe-Michael Gutzschhahn, dtv, München 2019, ISBN 978-3-423-71813-4)
- 2006: The Road of the Dead (dt. The Road of the Dead. Roman. Aus dem Englischen von Uwe-Michael Gutzschhahn, dtv, München 2008, ISBN 978-3-423-71286-6)
- 2006: Johnny Delgado - private Detective (dt. Johnny Delgado - im freien Fall. Roman. Aus dem Englischen von Uwe-Michael Gutzschhahn, dtv, München 2018, ISBN 978-3-423-71781-6)
- 2006: Johnny Delgado - like father, like son (dt. Johnny Delgade - der Mörder meines Vaters. Aus dem Englischen von Uwe-Michael Gutzschhahn, dtv, München, 2018, ISBN 978-3-423-71796-0)
- 2007: Being (dt. Being. Roman. Aus dem Englischen von Uwe-Michael Gutzschhahn, dtv, München 2009, ISBN 978-3-423-71345-0)
- 2008: Black Rabbit Summer (dt. Black Rabbit Summer. Roman. Aus dem Englischen von Uwe-Michael Gutzschhahn, dtv premium, München 2009, ISBN 978-3-423-24775-7)
- 2009: Killing God (dt. Killing God. Roman. Aus dem Englischen von Uwe-Michael Gutzschhahn, dtv, München 2011, ISBN 978-3-423-71451-8)
- 2010: iBoy (dt. iBoy. Roman. Aus dem Englischen von Uwe-Michael Gutzschhahn, dtv premium, München 2011, ISBN 978-3-423-24845-7)
- 2011: Naked (dt. Live Fast, Play Dirty, Get Naked. Roman. Aus dem Englischen von Uwe-Michael Gutzschhahn, dtv premium, München 2013, ISBN 978-3-423-24957-7)
- 2013: The Bunker Diary (dt. Bunker Diary. Roman. Aus dem Englischen von Uwe-Michael Gutzschhahn, dtv, München 2014, ISBN 978-3-423-74003-6)
- 2014: The Ultimate Truth (dt. Travis Delaney – Was geschah um 16:08?. Aus dem Englischen von Uwe-Michael Gutzschhahg, dtv, München 2015, ISBN 978-3-423-71701-4)
- 2014: The Danger Game (dt. Travis Delaney - Wem kannst Du trauen?, Aus dem Englischen von Uwe-Michael Gutzschhahn, dtv, München 2016, ISBN 978-3-423-71702-1)
- 2016: The Snake Trap (dt. Travis Delaney - Um Leben und Tod, Aus dem Englischen von Uwe-Michael Gutzschhahn, dtv, München 2016, ISBN 978-3-423-71703-8)
- 2016: Born Scared (dt. Born Scared. Roman. Aus dem Englischen von Uwe-Michael Gutzschhahn, dtv, München 2017, ISBN 978-3-423-74029-6)
- 2019: Dogchild (dt. Deathland Dogs. Roman. Aus dem Englischen von Uwe-Michael Gutzschhahn, dtv, München 2019, ISBN 978-3-423-76236-6)
- 2021: Bad Castro (dt. Bad Castro. Aus dem Englischen von Uwe-Michael Gutzschhahn, dtv, München 2021, ISBN 978-3-423-74074-6)[1]

Belletristik
- 2011: A Dance of Ghosts (dt. Schlafende Geister. Kriminalroman. Aus dem Englischen von Uwe-Michael Gutzschhahn, dtv, München 2011, ISBN 978-3-423-21329-5)
- 2012: Until the Darkness comes (dt. Bis es dunkel wird. Kriminalroman. Aus dem Englischen von Uwe-Michael Gutzschhahn, dtv, München 2013, ISBN 978-3-423-21431-5)
- 2013: Wrapped in White (dt. Gefangen im Nichts. Kriminalroman. Aus dem Englischen von Uwe-Michael Gutzschhahn, dtv, München 2014, ISBN 978-3-423-21533-6)

## Auszeichnungen
- Martyn Pig (Frome/Somerset 2002)
  - Branford Boase Award 2003
  - Buch des Monats des Instituts für Jugendliteratur August 2004
  - Nominierung für die Carnegie Medal 2002
  - Nominierung für den Deutschen Jugendliteraturpreis 2005

- Lucas (Frome/Somerset 2003)
  - Goldener Lufti in der 11. Preisrunde
  - Buxtehuder Bulle 2005
  - Eule des Monats Juli 2005
  - Die besten 7 Bücher für junge Leser Juni 2005
  - Deutscher Jugendliteraturpreis 2006
  - Nominierung für den Guardian Children’s Fiction Prize 2003
  - Nominierung für den Booktrust Teenage Prize 2003
  - Nominierung für den Gustav-Heinemann-Friedenspreis

- Kissing the Rain (Frome/Somerset 2004)
  - Nominierung für den Deutschen Jugendliteraturpreis 2008

- Candy (Frome/Somerset 2005)
  - Stockport Children’s Book Award
  - Angus Book Award 2007
  - Nominierung für den Guardian Children’s Fiction Prize 2005
  - Nominierung für den North East Book Award 2007

- The Road of the Dead (Frome/Somerset 2006)
  - Deutscher Jugendliteraturpreis 2009
  - Nominierung für den Edgar Allan Poe Award 2007
  - Nominierung für die Carnegie Medal 2007

- Black Rabbit Summer (London 2008)
  - Nominierung für die Carnegie Medal 2009
  - Nominierung für Angus Book Award 2010

- iBoy (London 2010)
  - Die besten 7 Bücher für junge Leser Oktober 2011
  - Angus Book Award 2012
  - Jugendbuchpreis Lese-Hammer 2012
  - Nominierung für den Deutschen Jugendliteraturpreis 2012

- Naked (London 2011)
  - Die besten 7 Bücher für junge Leser April 2013

- The Bunker Diary (London 2013)
  - Carnegie Medal 2014

Weitere Auszeichnungen
- White Raven
- Sheffield Children’s Book Award